# Петров, Михаил Николаевич (историк)
Михаил Николаевич Петров (род. 13 февраля 1947 года) — российский историк, доктор исторических наук, профессор. Академик Академии Военно-исторических наук, член-корреспондент Международной Академии наук педагогического образования. Заведующий кафедрой истории государства и права Новгородского государственного университета имени Ярослава Мудрого. Специалист по истории формирования и деятельности отечественных органов государственной безопасности и внутренних дел. Автор 250 печатных работ, в том числе 17 книг.

## Биография
Михаил Николаевич родился в семье военнослужащего. С 1960 года проживает в Новгороде. Окончил исторический факультет Новгородского государственного педагогического института и Ленинградскую Высшую партийную школу. Работает в системе высшей школы с 1980 года после защиты кандидатской диссертации. Во время работы в НовГУ защитил диссертацию на соискание ученой степени доктора исторических наук. Присвоено звание профессора по кафедре теории и истории государства и права. В июне 1997 года сформировал и возглавляет кафедру истории государства и права, общий стаж заведования кафедрами более 30 лет.
Являлся председателем диссертационного совета по присуждению ученой степени кандидата исторических наук и членом диссертационного совета по присуждению ученой степени доктора философских наук.
Основные научные интересы связаны с историей формирования и деятельности правоохранительных органов России. Опубликовал более 250 печатных работ, в том числе 17 монографий, включенных в системы Scopus, ВАК и РИНЦ. За два последних года издал две книги объёмом более ста печатных листов, написанных по впервые вводимым в научный оборот материалах центральных и региональных архивохранилищ.
В 2021 году активно участвовал в реализации Федеральной президентской программы «Без срока давности», в том числе в двух международных конференциях, в подготовке выставки и издании сборника документов. Три года является членом жюри Всероссийского фестиваля исторических фильмов «Вече».
Педагогическая и научная работа Петрова М. Н. получила общественное признание. Удостоен звания «Почетный работник высшего профессионального образования Российской Федерации». Награждён медалями «За взаимодействие с ФСБ России», имени Артузова, медалью Ярослава Мудрого III степени (2015), почетными грамотами Министерства образования и науки и ФСБ РФ, администрации Новгородской области, Ассоциации юридических вузов России. Избран членом-корреспондентом Международной академии наук педагогического образования и академиком Академии военно-исторических наук. В серии «Ученые университета» издан библиографический справочник, персоналия включена в справочник «Историки России».

## Научные публикации

### Монографии
- Петров М. Н. Стражи государства. Великий Новгород, 2020. НовГУ, АЮР. 572 стр.[9]
- Петров М. Н. Новгородский крест. Великий Новгород, 2021. НовГУ. 840 стр.[10]

### Член редакционной коллегии
- ВЧК (1917—1922 гг.) : к 100-летию создания (Сборник статей и документов). М., 2017. 880 с.
- Без срока давности: преступления нацистов и их пособников против мирного населения на оккупированной территории РСФСР в годы Великой Отечественной войны. Новгородская область. Сборник документов. М., «Кучково поле», 2020. 496 с.

### Статьи в книгах и сборниках
- Петров М. Н. Органы ВЧК на Северо-Западе России / ВЧК (1917—1922 гг.): в столетию создания. М., 2017. — С. 145—162[11].
- Петров М. Н. Потаённые обители /Новгородика-2018. Повседневная жизнь новгородцев: история и современность: Материалы VI Международной научной конференции 26-27 сентября 2018. В 2 тт. Т. 2. Великий Новгород, 2018. — С. 209—215[12].
- Петров М. Н. Предатели или новомученики? / Юридическая наука: традиции и инновации. Сборник материалов международной научно-пррактической конференции студентов, магистрантов, аспирантов и преподавателей. — Великий Новгород, 2018. — С. 229—236[13].
- Петров М. Н. О формировании однопартийной системы руководства /Юридическая наука: традиции и инновации. Сборник материалов международной научно-практической конференции студентов, магистрантов, аспирантов и преподавателей. — Великий Новгород, 2019[14].
- Петров М. Н. Большевики и левые эсеры: борьба за власть / BENEFICIUM. № 2 (31). 2019. — С. 101—109[15].
- Петров М. Н., Макарова Е. А. Control of state securitu bodies for the development of the region economy Petrov M.N., Makarova E.A./The European Proceedings of Social & Behavioural Sciences. 2019. С. 901—910[16].
- Петров М. Н. War Crimes Of The Sd «Zhestyanaya Gorka» Teilkommando Petrov M.N., Makarova E.A.| The European Proceedings of Social & Behavioural Sciences. 2020. С. 1844—1850[17].